# Lijst van burgemeesters van Hennaarderadeel
Dit is een lijst van burgemeesters van de voormalige Nederlandse gemeente Hennaarderadeel tot die gemeente op 1 januari 1984 opging in de gemeente Littenseradeel.
| Ambtsperiode      | Naam burgemeester            | Partij of stroming | Bijzonderheden                                                           |
| ----------------- | ---------------------------- | ------------------ | ------------------------------------------------------------------------ |
| 1850 - 1868       | Cornelis Wichers Wierdsma    |                    | tot 1851 als grietman van Hennaarderadeel                                |
| 1868 - 1875       | Ype Rodenhuis Yzn.           |                    | in 1875 veroordeeld tot 7 jaar gevangenisstraf                           |
| 1875 - 1878       | Julius Vitringa Coulon       |                    | eerder burgemeester van Sloten. Ambt beëindigd door overlijden.          |
| 1878 - 1882       | Wijtze (W.J.) Bekker         |                    | was burgemeester van Bedum, werd burgemeester van Achtkarspelen          |
| 1882 - 1898       | E. de Grave                  |                    |                                                                          |
| 1898 - 1905       | Wiardus Willem Hopperus Buma |                    |                                                                          |
| 1905 - 1911       | C.W. Hopster                 |                    | eerder burgemeester van Oudkarspel                                       |
| 1911 - 1941       | Ruurd (R.) Kuipers           |                    |                                                                          |
| 1942 - 1944       | Kornelis van der Vlis        | NSB                | later burgemeester van Franeker en waarnemend burgemeester van het Bildt |
| 1944 - april 1945 | S.A. de Jong                 | NSB                |                                                                          |
| 1945 - 1957       | Johannes (J.K.) van Hout     | CHU                | eerst waarnemend, later burgemeester van Wymbritseradeel                 |
| 1957 - 1973       | Ruurd (R.) Alta              | CHU                | eerder burgemeester van Sloten (F)                                       |
| 1973 - 1981       | Meinte (M.) Abma             | CHU/ CDA           | later burgemeester van Wonseradeel                                       |
| 1981 - 1984       | Geert (G.F.) Eijgelaar       | CDA                | waarnemend, later burgemeester van Lemsterland                           |